# جک بروکس
جک بسکام بروکس (Jack Bascom Brooks)‏ (۱۸ دسامبر۱۹۲۲–۴ دسامبر ۲۰۱۲)، سیاستمدار آمریکایی دموکرات از ایالت تگزاس بود که مدت ۴۲ سال را در مجلس نمایندگان ایالات متحده خدمت کرد و از ۱۹۵۳ الی ۱۹۶۷ میلادی، نمایندهٔ حوزه انتخابیه دوم کنگره تگزاس و سپس بعد از ترسیم مجدد مرز حوزه‌های انتخابیه در سال ۱۹۶۶، از ۱۹۶۷ تا ۱۹۹۵، نمایندهٔ حوزهٔ انتخابیه نهم بود. وی روابط سیاسی محکم با دموکرات‌های ایالت تگزاس منجمله سخنگوی سم ریبرن و رئیس‌جمهور لیندون بی. جانسون داشت. بیش از پانزده سال رئیس هیئت کنگره تگزاس بود.

## اوایل زندگی
بروکس در ۱۸ دسامبر۱۹۲۲ در شهر کراولی ایالت لوئیزیانا متولد شد و در ۵ سالگی همراه با خانواده‌اش به شهر بومانت ایالت تگزاس نقل مکان نمود. در ۱۳ سالگی پدرش که یک برنج فروش بود درگذشت و در میان مشاغلی که بروکس جوان به آن شروع کرد، پیش‌خدمتی در رستوران‌ها و گزارشگر اخبار بود. پس از دریافت بورسیه در سال ۱۹۳۹ به کالج دوساله لامار ثبت نام کرد. پس از اتمام دوسال در کالج لامار، به دانشگاه تگزاس در آستین انتقال شد و در سال ۱۹۴۳ مدرک کارشناسی را در رشتهٔ روزنامه‌نگاری از این دانشگاه بدست آورد.

## خدمات نظامی
بروکس در جریان جنگ دوم جهانی در سپاه تفنگداران دریایی ایالات متحده نام‌نویسی کرد. در حدود دو سال در جزایر گوادال کانال، گوآم، اوکیناوا و در چین شمالی در اقیانوس آرام خدمت کرد و به درجهٔ ستوانی یکم نائل شد. سپس به فعالیت در نیروی ذخیره سپاه تفنگداران دریایی ایالات متحده ادامه داد و در سال ۱۹۷۲ در درجهٔ سرهنگی بازنشسته شد.

## حرفهٔ سیاسی

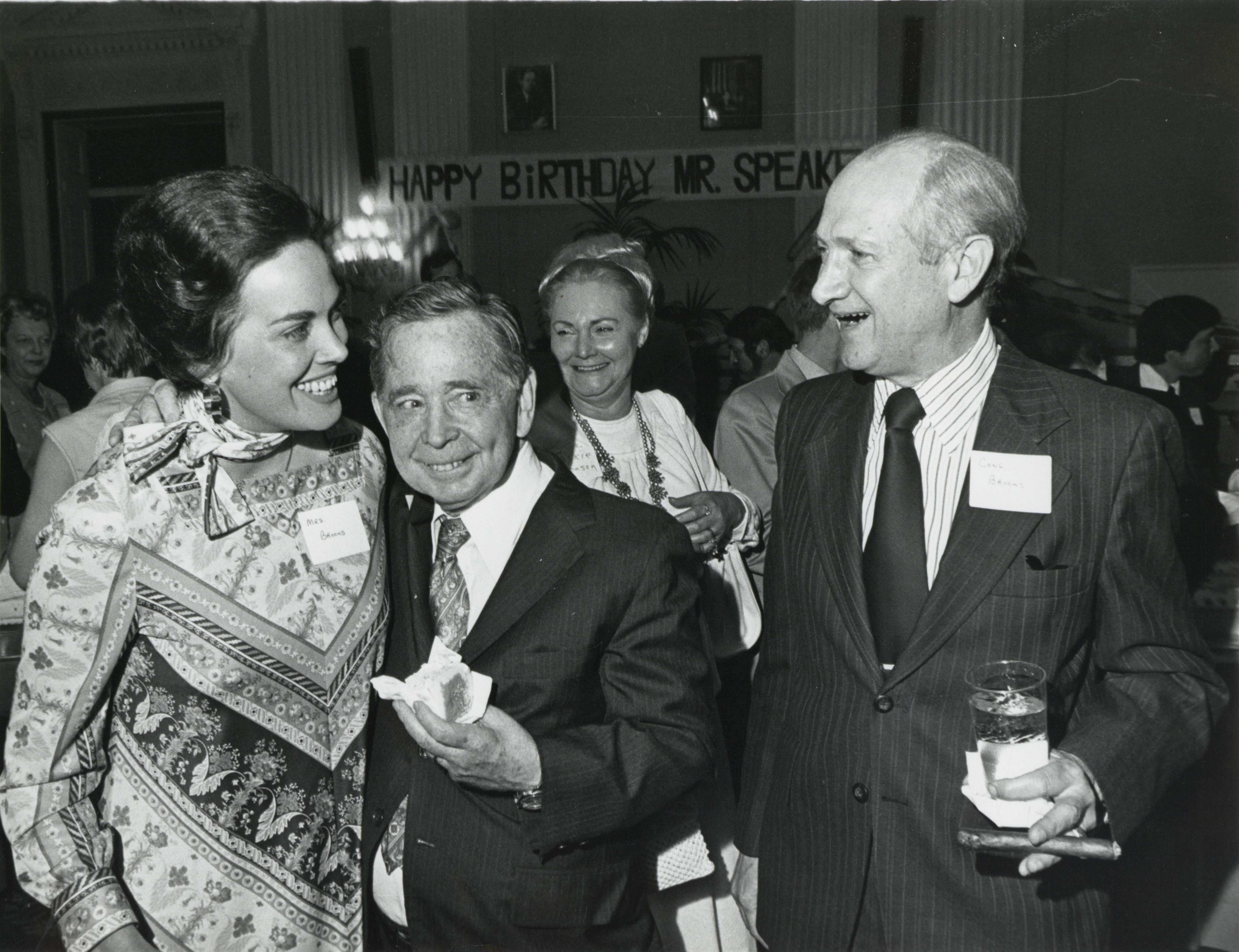
چاپ عکس سیاه و سفید از کارل آلبرت در حال ژست گرفتن با جک بروکس نماینده کنگره و همسرش در جشن تولدش، 1976

### قانون‌گذار تگزاس
بروکس که عضو دایمی حزب دموکرات بود در سال۱۹۴۶ نمایندهٔ شهرستان جفرسون در مجلس نمایندگان ایالت تگزاس انتخاب شد. پس از انتخاب، لایحهٔ قانونی را طرح کرد که کالج لامار را به مؤسسه چهارساله ارتقاء می‌داد. این لایحه در آغاز رد شد اما درسال بعدی تصویب شد. در سال ۱۹۴۸ بدون مخالفت مجدداً در مجلس قانون‌گذاری ایالتی انتخاب شد. سال بعد آن مدرک کارشناسی حقوق را از دانشکده حقوق دانشگاه تگزاس بدست آورد.

### کنگره ایالات متحده
بروکس پس از چهار سال عضویت در مجلس قانون‌گذاری ایالت تگزاس، در انتخابات دور مقدماتی ۱۲ کاندید دموکرات برنده شد و سپس در انتخابات سال ۱۹۵۲ در مجلس نمایندگان ایالات متحده انتخاب شد.
بروکس که تحت‌الحمایهٔ سم ریبرن رئیس مجلس و لیندون بی. جانسون سناتور وقت از جمله همکارات تگزاسی خود قرار داشت، در بعضی مسائل مانند مجازات اعدام و کنترل اسلحه، خود را محافظه کار جلوه داد اما در مسائلی چون هزینه‌های داخلی، کار و حقوق مدنی بیشتر به عنوان یک لیبرال ظاهر شد. در سال ۱۹۵۶ از امضای مانیفیست جنوبی یا اعلامیه اصول قانون اساسی که مخالف ادغام نژادی در محلات عمومی بود، خودداری کرد. بروکس قانون حقوق مدنی سال ۱۹۵۷ و ۱۹۶۰ را رد کرد اما بر بیست و چهارمین اصلاحیهٔ قانون اساسی ایالات متحده، قانون حقوق مدنی سال ۱۹۶۴ و قانون حقوق رای سال ۱۹۶۵، رای مثبت داد. بروکس به‌عنوان عضو کمیتهٔ قضائی مجلس در تحریر قوانین ۱۹۶۴ و ۱۹۶۵ کمک کرد.
بروکس در ۲۲ نوامبر سال ۱۹۶۳ در زمان ترور کندی، در کاروان سوارهٔ رئیس‌جمهور جان اف. کنیدی در شهر دالاس ایالت تگزاس حضور داشت. ساعاتی بعد در زمان سوگند رئیس‌جمهور لیندون بی. جانسون، در ایر فورس ون یا یکم نیروهای هوایی حضور داشت.
در سال ۱۹۶۶ پس از صدور حکم دادگاه عالی در پرونده ویسبری علیه سندرز مبنی بر این‌که جمعیت‌های حوزهٔ انتخابیهٔ کنگره با هم مساوی یا نزدیک به مساوی باشند، حوزهٔ انتخابیه دوم به‌عنوان منطقه حوزهٔ انتخابیه نهم حوزه بندی شد.
یکی از لوایح امضا شده توسط بروکس برای قراردادهای کامپیوتری فدرال نیازمند مناقصه رقابتی بود. قانون بروکس که در ابتدا در اواسط دههٔ ۱۹۶۰ فکر آن ایجاد شد و در سال ۱۹۷۲ تصویب شد، قواعد ابتدائی برای تمام خریدهای کامپیوتری فدرال برای سه دهه بود و غالباً به عنوان عامل یا بوجود آورندهٔ پیشرفت‌های فناوری، از آن یادآوری می‌شود.
بروکس به‌عنوان عضو کمیتهٔ قضائی مجلس، در روند استیضاح ریچارد نیکسون در سال ۱۹۷۳ الی ۷۴، شرکت نمود. در اواسط ماه ژوئیه سال ۱۹۷۴، مجموعه‌ای از مواد استیضاح شدیداللحن را تهیه و به تمامی اعضای کمیته توزیع کرد. علیرغم انعطاف‌ناپذیری، پیشنهادهای بروکس برای سایر اعضای کمیته فرصت اعلام و توسعه بیشتر نظریات را فراهم ساخت و بدین‌گونه به‌عنوان اساس برای مواد استیضاح که متعاقباً کمیته تصویب کرد، استفاده شد. بروکس به دلیل نقشی که در سرنگونی رئیس‌جمهور داشت، نیکسون وی را «جلاد» خود نامید.
بروکس از جمله پنج دموکراتی بود که به هر پنج مادهٔ استیضاح که به کمیتهٔ قضائی ارائه شده بود، رای دادند. سایر اعضای کمیته عبارت بودند از: رابرت کاستنمایر، دان ادواردز، جان کانیرز، باربارا جردن، چارلز رنگل، الیزابت هولتزمن و ادوارد مزوینسکی.
بروکس از سال ۱۹۷۵ الی اخیر سال ۱۹۸۸ رئیس کمیتهٔ عملیات دولتی و از سال ۱۹۸۹ الی سال ۱۹۹۵ رئیس کمیتهٔ قضائی مجلس نمایندگان ایالات متحده بود. وی همچنین در کمیتهٔ منتخب عملیات کنگره، کمیتهٔ مشترک عملیات کنگره و کمیتهٔ فرعی قانون‌گذاری و امنیت ملی خدمت کرد. در سال ۱۹۷۹ عضو ارشد هیئت کنگره تگزاس شد و پانزده سال این سمت را حفظ کرد.
بروکس به‌عنوان رهبر کمیتهٔ عملیات دولتی، بر قوانین تأثیرگذار بر بودجه و مسائل حسابی و تأسیس ادارات و آژانس‌ها نظارت می‌کرد. وی همچنین در تصویب قانون بازرس کل سال ۱۹۷۸، قانون ادارهٔ حساب‌داری عمومی سال ۱۹۸۰، قانون کاهش اوراق سال ۱۹۸۰ و قانون تفتیش واحد سال ۱۹۸۴، کمک کرد.
در سال ۱۹۸۸ نفوذ بروکس با دخالت خلاف معمول وی در سیاست تجاری برجسته شد. وی اصلاحیهٔ لایحهٔ هزینه‌ها را معرفی کرد که شرکت‌های ژاپنی‌ها را به مدت یک‌سال از پروژه‌های کارهای عمومی ایالات متحده، منع کرد. بروکس گفت که انگیزه اش از این کار، قرائنی است که نشان می‌دهد که دولت ژاپن «قصد دارد در اعطای قراردادهای پروژه‌های عمومی آشکارا علیه شرکت‌های ایالات متحده تبعیض قائل شود». تام فولی اهل واشینگتن، رهبر اکثریت مجلس که مخالف این اصلاحیه بود، گفت: که بروکس «یکی از قدرت مندترین و مؤثرترین رؤسای کنگره است».
بروکس در حالی‌که رئیس کمیتهٔ قضایی مجلس بود، قانون آمریکائیان معلول سال ۱۹۹۰، قانون کنترل جرایم متعدد سال ۱۹۹۱ و قانون حقوق مدنی سال ۱۹۹۱ را طرح کرد. او همچنین طراح قوانین کنترل جرایم خشونت‌آمیز و لایحهٔ تنفید قانون بود، اقدامی که در نهایت ممنوعیت استفاده از سلاح‌های نیمه خودکار گرم را نیز پذیرفته شد.
بروکس در انتخابات مجدد سال ۱۹۹۲ برنده شد و به راحتی استیو استاکمن، رقیب جمهوری‌خواه خود را شکست داد. اما دو سال بعد نمایندهٔ ۲۱ دوره‌ای، به‌طور غیرمنتظره در انتخابات سال ۱۹۹۴ مغلوب استاکمن شد و به یکی از ارشدترین نماینده‌ای تبدیل شده که تاکنون از کرسی خلع شده بود.